# Vecchio Campidoglio (Jackson)
Il Vecchio Campidoglio del Mississippi (in inglese Old Mississippi State Capitol) era la sede del governo dello Stato del Mississippi. È stato inserito nel National Register of Historic Places nel 1969 ed è stato proclamato National Historic Landmark nel 1990.

## Storia
La costruzione del campidoglio fu iniziata nel 1833. Durante i lavori si riscontrarono problemi con l'architetto e materiali scadenti. L'architetto originale, John Lawrence, fu rimpiazzato nel 1836 da William Nichols, che supervisionò il completamento della struttura nel 1840.
L'esterno dell'edificio era composto da mattoni, pietra calcarea e stucco. Una cupola rotonda in rame si estendeva per 29 metri sopra il primo piano. Il legno era il materiale principale utilizzato per la costruzione degli interni dell'edificio, ad eccezione dei muri divisori in mattoni e delle lastre di pietra del pavimento della rotonda.
Quando la costruzione del nuovo campidoglio dello stato fu completata nel 1903, l'edificio fu abbandonato e tale rimase fino al 1916, quando fu ristrutturato e riconvertito in sede di uffici statali. Nel 1960 tutte le agenzie statali avevano lasciato la struttura ed è stata nuovamente ristrutturato per diventare il Museo storico statale.
Nell'agosto 2005 i venti dell'uragano Katrina hanno staccato sezioni del tetto di rame del vecchio Campidoglio. Circa quattro settimane dopo, la pioggia dell'uragano Rita si è infiltrata nell'edificio e ha danneggiato soffitti, pareti e ornamenti, oltre a manufatti storici. Le riparazioni e i lavori di ristrutturazione della tempesta sono stati completati tra il 2007 e il 2009 e il museo è stato riaperto al pubblico. L'Old Capitol Museum è amministrato dal Dipartimento di archivi e storia del Mississippi.